# Roderick R. Butler

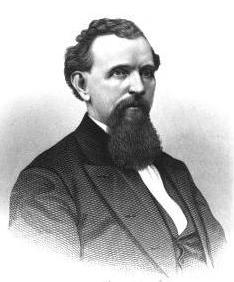
Roderick R. Butler

Roderick Randum Butler (* 9. April 1827 in Wytheville, Wythe County, Virginia; † 18. August 1902 in Mountain City, Tennessee) war ein US-amerikanischer Politiker. Zwischen 1867 und 1875 sowie nochmals von 1887 bis 1889 vertrat er den Bundesstaat Tennessee im US-Repräsentantenhaus.

## Werdegang
Roderick Butler erlernte den Beruf des Schneiders und zog dann nach Taylorsville, dem späteren Mountain City in Tennessee, wo er sich mit Kursen an der Abendschule weiterbildete. Nach einem Jurastudium und seiner im Jahr 1853 erfolgten Zulassung als Rechtsanwalt begann er in seinem neuen Beruf zu arbeiten. Außerdem wurde er Posthalter in Taylorsville und Major in der Staatsmiliz. Zwischen 1859 und 1863 saß er im Senat von Tennessee.
Während des Bürgerkrieges war er in den Jahren 1863 und 1864 Oberstleutnant in einer aus Tennessee stammenden Einheit, die dem Heer der Union angegliedert war. Politisch schloss sich Butler der Republikanischen Partei an, deren erster Vorsitzender er in Tennessee wurde. In den Jahren 1864, 1872 und 1876 war er Delegierter zu den jeweiligen Republican National Conventions, auf denen Abraham Lincoln, Ulysses S. Grant und schließlich Rutherford B. Hayes als Präsidentschaftskandidaten nominiert wurden. Im Jahr 1865 war Butler auch Delegierter auf einer Versammlung zur Überarbeitung der Verfassung von Tennessee. Damals wurde er auch Richter im ersten Gerichtsbezirk seines Staates. In den Jahren 1869 und 1882 leitete Butler die regionalen republikanischen Parteitage in Tennessee.
Bei den Kongresswahlen des Jahres 1866 wurde Butler im ersten Wahlbezirk von Tennessee in das US-Repräsentantenhaus in Washington, D.C. gewählt, wo er am 4. März 1867 die Nachfolge von Nathaniel Green Taylor antrat. Nach drei Wiederwahlen konnte er bis zum 3. März 1875 vier Legislaturperioden im Kongress absolvieren. Diese waren von den Spannungen zwischen den radikalen Republikanern und Präsident Andrew Johnson geprägt, die in einem nur knapp gescheiterten Amtsenthebungsverfahren gipfelten. Während Butlers Zeit im Kongress wurde auch Alaska von Russland gekauft und dem amerikanischen Hoheitsgebiet als Territorium angeschlossen. In den Jahren 1868 und 1870 wurden der 14. und der 15. Verfassungszusatz verabschiedet. Von 1873 bis 1875 war Butler Vorsitzender des Milizausschusses. Im Jahr 1870 wurde er von der Kongressverwaltung wegen Korruption bei der Vergabe von Stipendien für die US-Militärakademie in West Point abgemahnt.
Bei den Wahlen des Jahres 1874  unterlag Butler dem Demokraten William McFarland. Zwischen 1879 und 1885 war er Abgeordneter im Repräsentantenhaus von Tennessee; von 1893 bis 1901 gehörte er noch einmal dem Staatssenat an. Im Jahr 1886 wurde Roderick Butler noch einmal in den Kongress gewählt, wo er am 4. März 1887 Augustus Herman Pettibone ablöste. Bis zum 3. März 1889 konnte er damit eine weitere Legislaturperiode im US-Repräsentantenhaus verbringen. Im Jahr 1888 verzichtete er auf eine weitere Kandidatur. Neben seiner politischen Tätigkeit arbeitete Butler immer noch als Anwalt. Er starb am 18. August 1902 in Mountain City.
Roderick Butler war mit Emeline Jane Donnelly, der Tochter eines reichen Farmers, verheiratet, mit der er elf Kinder hatte. Er war Sklavenhalter. Butlers Enkel Robert R. Butler (1881–1933) vertrat zwischen 1928 und 1933 den Staat Oregon im Kongress.